# Coulangeron
Coulangeron est une commune française située dans le département de l'Yonne en région Bourgogne-Franche-Comté.

## Géographie

### Climat
Pour des articles plus généraux, voir Climat de la Bourgogne-Franche-Comté et Climat de l'Yonne.
En 2010, le climat de la commune est de type climat océanique dégradé des plaines du Centre et du Nord, selon une étude du Centre national de la recherche scientifique s'appuyant sur une série de données couvrant la période 1971-2000. En 2020, Météo-France publie une typologie des climats de la France métropolitaine dans laquelle la commune est exposée à un climat océanique altéré et est dans la région climatique Centre et contreforts nord du Massif Central, caractérisée par un air sec en été et un bon ensoleillement.
Pour la période 1971-2000, la température annuelle moyenne est de 10,4 °C, avec une amplitude thermique annuelle de 15,8 °C. Le cumul annuel moyen de précipitations est de 854 mm, avec 12,9 jours de précipitations en janvier et 7,8 jours en juillet. Pour la période 1991-2020, la température moyenne annuelle observée sur la station météorologique de Météo-France la plus proche, « Molesmes_sapc », sur la commune de Les Hauts de Forterre à 9 km à vol d'oiseau, est de 11,1 °C et le cumul annuel moyen de précipitations est de 850,3 mm. 
La température maximale relevée sur cette station est de 40,6 °C, atteinte le 25 juillet 2019 ; la température minimale est de −20 °C, atteinte le 9 janvier 1985,,.
Les paramètres climatiques de la commune ont été estimés pour le milieu du siècle (2041-2070) selon différents scénarios d'émission de gaz à effet de serre à partir des nouvelles projections climatiques de référence DRIAS-2020. Ils sont consultables sur un site dédié publié par Météo-France en novembre 2022.

## Urbanisme

### Typologie
Au 1er janvier 2024, Coulangeron est catégorisée commune rurale à habitat dispersé, selon la nouvelle grille communale de densité à sept niveaux définie par l'Insee en 2022.
Elle est située hors unité urbaine. Par ailleurs la commune fait partie de l'aire d'attraction d'Auxerre, dont elle est une commune de la couronne,. Cette aire, qui regroupe 104 communes, est catégorisée dans les aires de 50 000 à moins de 200 000 habitants,.

### Occupation des sols
L'occupation des sols de la commune, telle qu'elle ressort de la base de données européenne d’occupation biophysique des sols Corine Land Cover (CLC), est marquée par l'importance des territoires agricoles (79,9 % en 2018), une proportion identique à celle de 1990 (79,9 %). La répartition détaillée en 2018 est la suivante :
terres arables (77,8 %), forêts (20,1 %), zones agricoles hétérogènes (2,1 %). L'évolution de l’occupation des sols de la commune et de ses infrastructures peut être observée sur les différentes représentations cartographiques du territoire : la carte de Cassini (XVIIIe siècle), la carte d'état-major (1820-1866) et les cartes ou photos aériennes de l'IGN pour la période actuelle (1950 à aujourd'hui).

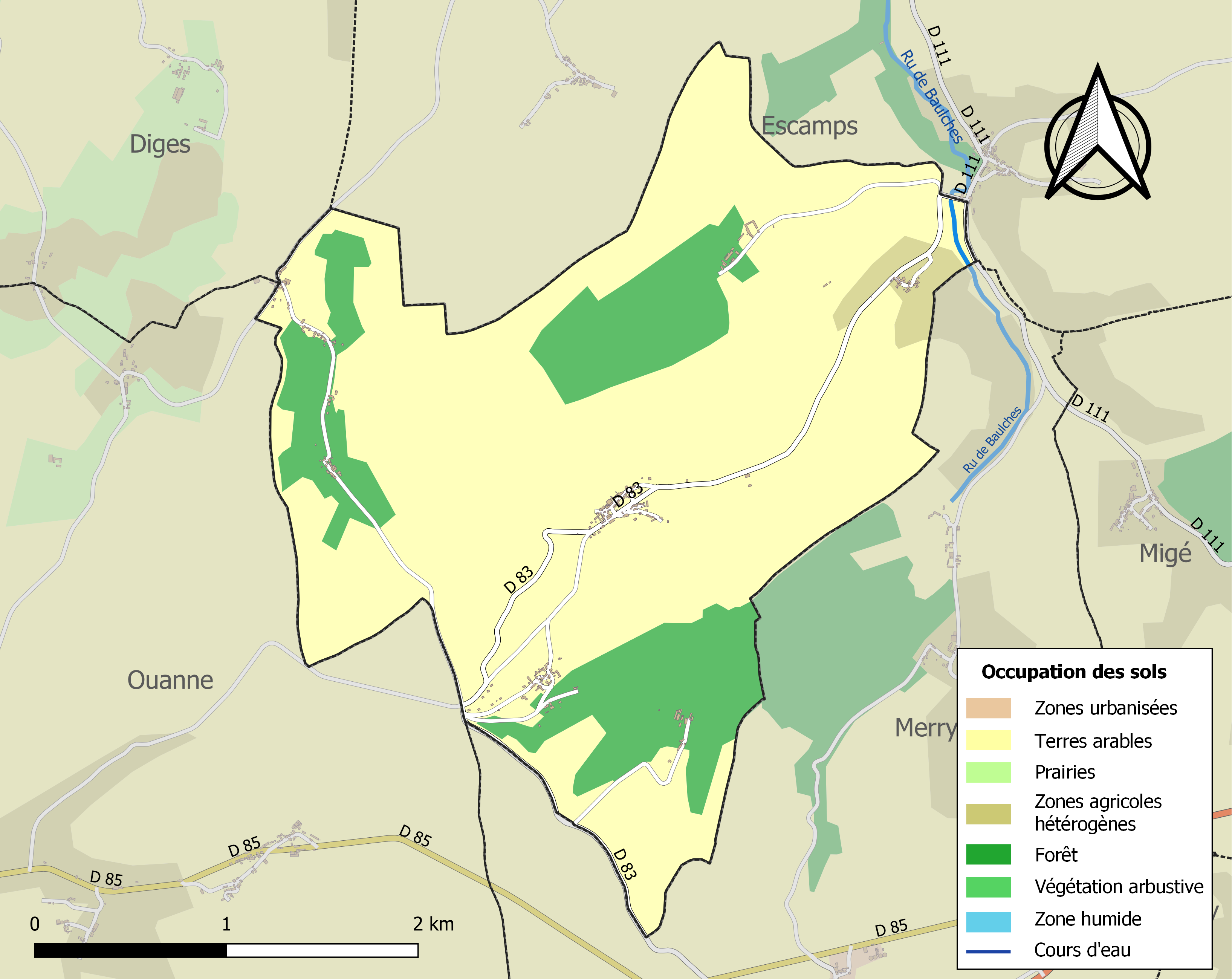
Carte des infrastructures et de l'occupation des sols de la commune en 2018 (CLC).

## Histoire

### Préhistoire
Un très beau spécimen de fossile d'ichthyosaure a été trouvé en 1970 sur le plateau au nord du hameau de Bleigny.

### De Merry-Sec au statut de paroisse indépendante
Coulangeron et ses hameaux ont longtemps relevé de la paroisse de Merry-Sec. La paroisse autonome, comme celle de Mouffy, est donc issue de l'éclatement progressif et tardif de la très ancienne paroisse de Merry-Sec en 1740.

### Les hameaux
Bleigny, une fraction de Crosles, Grapoule, Chery, la chapelle de Chery, le Ponceau, les Chocats, Pesteau, comme Coulangeron, ont été des hameaux de la paroisse de Merry-Sec. Il se peut que le hameau de Ponteau (ou Ponceau), connu au XVIe siècle et aujourd'hui disparu, ait été à l'origine de celui des Chocats. Le hameau des Chocats reprend le patronyme Chocat effectivement porté au Ponteau à la fin du XVIe siècle.

### Le fief de Coulangeron
En 1473, la terre et seigneurie de Coulangeron sont la propriété de Jehan Du Verne, écuyer demeurant en Bourgogne serviteur commensal de Claude de Montaigu, (seigneur de Couches qui vient d'être tué en 1471 à la bataille de Buxy, en défendant le Chalonnais contre une armée d'invasion de Louis XI). Le bailli d'Auxerre estime le revenu de cette seigneurie à 50 sols l'an. L'écuyer est probablement en même temps seigneur du Coudray qui rapporte 60 sols l'an.
Le fief est possédé de 1737 à 1763 par Dieudonné de Moncorps, seigneur de Chery.

### Le fief de Pesteau
Il s'agit du principal fief du finage. Il est dans la mouvance féodale de la seigneurie de Saint-Bris. De ce fait, on peut suspecter qu'il appartint au XIIe siècle au vaste ensemble féodal couvrant à la fois Beaulches (à Chevannes) et Saint-Bris détenu par la famille de Mello, et plus anciennement encore à la très grande seigneurie de Toucy. Le ru de Beaulches prend sa source entre les Chocats et Pesteau.
En 1473, le village, la justice et seigneurie de Pesteau sont la propriété de Blaise Tribole, avocat du duc de Bourgogne au bailliage d'Auxerre. Le revenu est estimé à 4 livres.
Le fief appartient à la famille Davau au début du XVe siècle (Laurent Davau fut le troisième époux (1572) de Barbe Tribolé veuve en premières noces de Jean de La Borde)   puis à la branche aînée de la famille Tribolé, d'Auxerre de la fin du XVe siècle au milieu du XVIe (Blaise Tribole avocat du duc de Bourgogne et du roi de France ; Jehan Tribole seigneur en 1506 ; Etienne Tribole seigneur en 1515 ; Barbe Tribole dame de 1571 à 1596 ; Madeleine Tribole dame en 1577). Au cours des guerres de Religion, Jehan de La Borde, dit de Pesteau, fils de Barbe Tribolé, domicilié à Coulanges-sur-Yonne, n'est que le parent d'un homonyme domicilié à Serein (Chevannes) grand prédateur de l'Auxerrois. Le château subsiste.

### Le fief de Chery
La seigneurie est successivement la propriété de la famille Tribolé (d'Auxerre) au XVIe siècle : Jehan Tribole le Jeune, écuyer, de 1500 à 1551 ; Pierre Tribole notaire et procureur au bailliage d'Auxerre (+1562), Louis Tribole procureur au bailliage d'Auxerre (1599). Jacques de Maulny, fils de Léon et de Marie de Chuin, valet de chambre du Roi et de la Reine (1577), écuyer et  époux de Jeanne Chevalier, est seigneur en 1623. Originaire du Berry, la famille de Moncorps conserve la seigneurie aux XVIIe et XVIIIe siècles : Jean de 1669 à 1673 ; Antoine (+1706) en 1682 ; Jean (né en 1670) ; Dieudonné en 1731 et 1763. Cette dernière achète de nombreuses maisons du hameau vers 1660 et les rase. Elle édifie un nouveau château, avec jardin et orangerie. À la chapelle de Chery, une chapelle sépulcrale succède à une ferme. Un moulin à vent en bois, sur socle maçonné, disparu vers la guerre de 1914, bordait l'ancienne voie romaine d'Auxerre à Entrains.

### Le fief des Chocats
Le hameau des Chocats, qui porte aussi le titre de fief de manière ponctuelle, est inclus dans la seigneurie voisine de Chery (prononcer Chry).

## Les hommes célèbres

### Blaise Tribole
Fils de Jean Tribole, lieutenant du bailli de Sens et Auxerre au bailliage d'Auxerre. Licencié en lois (1449). Echevin d'Auxerre (1454). Avocat du duc de Bourgogne (1469) et du roi de France (1459-1469). Bailli de Seignelay (1470) pour les Savoisy qui tiennent pour le roi, la seigneurie est en guerre affichée contre le duché de Bourgogne. Il vit à Auxerre. Seigneur de Pesteau et de Malvoisine. Il meurt en 1483. Époux de Perrette de Cheny, morte en 1496.

### Barbe Tribole
Elle épouse en premières noces avant 1539 Jehan de La Borde, dit de Pesteau en 1542, assassiné en 1547 par le sieur de Chuin. Elle se remarie en deuxièmes noces à l'écuyer Denis d'Estampes, seigneur de la Pinaultière, de Pesteau et de Misery, mort entre 1561 et 1568. Elle épouse en troisièmes noces avant 1572 Laurent Davau, seigneur du Buisson, archer du duc du Maine, mort entre 1575 et 1577. Dame de Pesteau de 1571 à 1596, de Misery en 1596 et de Merry-Sec en partie en 1596. Elle vit en 1596. Elle n'a donc pas laissé son fils Jehan de La Borde, dit de Pesteau, domicilié à Coulanges-la-Vineuse, administrer son domaine de Pesteau. Ce fils sera condamné à être arrêté.

### Jehan de La Borde
Fils de Jehan de La Borde assassiné vers 1547, et de Barbe Tribole. Ne doit pas être confondu avec le seigneur en partie de Serein (Chevannes).
Ecuyer. Seigneur de Misery (1565) ; de Vergiers (1565) ; de Pesteau (1579). Dit de Pesteau en 1583. Il vit à Coulanges-sur-Yonne de 1571 à 1583. En 1583, il est condamné à être exécuté en effigie pour avoir tiré durant une course poursuite sur Nicolas Morant archer du prévôt de Maréchaux d'Auxerre. Un échafaud sera dressé sur la place du marché de Troyes. Son château de Pesteau sera rasé.

### Nicolas Tribole
Avocat au bailliage d'Auxerre (1566). Fils du seigneur de Chery - notaire et procureur au bailliage d'Auxerre. Cousin de Jacques Chalmeaux, lieutenant général au bailliage d'Auxerre, chef du parti protestant à Auxerre (massacré par la population lors de la libération de la ville). Tribole n'a pas hérité de Chery dans un premier temps, puisque cette seigneurie va à son frère cadet Louis, procureur au bailliage d'Auxerre (né en 1541). Une fois ce dernier mort, Nicolas reprend momentanément la seigneurie de Chery avant de lui préférer celle de Chouilly près de Cravant. Bailli du chapitre de la cathédrale d'Auxerre et de l'abbaye Saint-Germain. Maire d'Auxerre durant la Ligue, il maintient la cité hors de portée d'Henri III puis d'Henri de Navarre. Il n'ouvre les portes de la ville au maréchal de Biron qu'en toute dernière extrémité. Il rédige des mémoires sur les événements survenus à Auxerre durant les guerres civiles, mais préfère les brûler après avoir organisé une séance de lecture devant ses amis. Il est vrai que ses très nombreux gendres sont souvent les fils de notables momentanément huguenots. Il décède en 1615. Époux de Germaine Fauleau, fille du receveur du comté d'Auxerre

## Politique et administration
| Période | Période  | Identité           | Étiquette                        | Qualité                   |
| ------- | -------- | ------------------ | -------------------------------- | ------------------------- |
|         | en cours | Philippe Vigouroux | DVD-Agir, la droite constructive | Cultivateur, entrepreneur |

## Démographie
L'évolution du nombre d'habitants est connue à travers les recensements de la population effectués dans la commune depuis 1793. Pour les communes de moins de 10 000 habitants, une enquête de recensement portant sur toute la population est réalisée tous les cinq ans, les populations de référence des années intermédiaires étant quant à elles estimées par interpolation ou extrapolation. Pour la commune, le premier recensement exhaustif entrant dans le cadre du nouveau dispositif a été réalisé en 2008.

En 2022, la commune comptait 214 habitants, en évolution de +1,9 % par rapport à 2016 (Yonne : −1,95 %, France hors Mayotte : +2,11 %).
| 1793 | 1800 | 1806 | 1821 | 1831 | 1836 | 1841 | 1846 | 1851 |
| ---- | ---- | ---- | ---- | ---- | ---- | ---- | ---- | ---- |
| 364  | 354  | 292  | 371  | 386  | 428  | 458  | 440  | 458  |

| 1856 | 1861 | 1866 | 1872 | 1876 | 1881 | 1886 | 1891 | 1896 |
| ---- | ---- | ---- | ---- | ---- | ---- | ---- | ---- | ---- |
| 449  | 428  | 438  | 404  | 420  | 427  | 406  | 398  | 364  |

| 1901 | 1906 | 1911 | 1921 | 1926 | 1931 | 1936 | 1946 | 1954 |
| ---- | ---- | ---- | ---- | ---- | ---- | ---- | ---- | ---- |
| 322  | 333  | 315  | 257  | 234  | 208  | 182  | 178  | 177  |

| 1962 | 1968 | 1975 | 1982 | 1990 | 1999 | 2006 | 2008 | 2013 |
| ---- | ---- | ---- | ---- | ---- | ---- | ---- | ---- | ---- |
| 152  | 132  | 108  | 138  | 134  | 167  | 193  | 201  | 209  |

| 2018 | 2022 | - | - | - | - | - | - | - |
| ---- | ---- | - | - | - | - | - | - | - |
| 217  | 214  | - | - | - | - | - | - | - |

## Coulangeron.
L'église paroissiale est bénite par Monsieur Huot, grand archidiacre et chanoine de la cathédrale d'Auxerre le 24 août 1744, en présence de : Courtin, curé de Coulangeron ; Pillard, curé de Chatenay ; G. Haudoin,prêtre et chanoine de Châtel-Censoir ; Bertrand, chapelain de Duenne ; de Grigny, curé de Leugny ; Lauvin, curé d'Escamps ; Pillard, curé de Sementron ; N.A. Millet, curé de Merry-Sec ; Janson, curé de Parly ; Dannery, curé. Toutefois le registre de la nouvelle paroisse est ouvert le 24 janvier 1741 par le mariage de Jean Bertier avec Jeanne Godart.

## Chéry.
Un château, probablement de petite dimension, est cité au long du XVIe siècle. Le fief est dans la mouvance de la seigneurie de Merry-sur-Yonne.
En 1648-1652, la famille de Moncorps, seigneur du lieu, entreprend de racheter une à une la dizaine de maisons du hameau. Elle vide littéralement les lieux de ses habitants qui s'éloignent en conséquence dans les hameaux des alentours (La Grilletière et Les Chocats). Elle bâtit dans un deuxième temps un château au travers du vallon de Chéry. Ce château d'un jardin et d'une orangerie. En amont, prennent place les communs du château (écuries), et en aval une grande ferme est construite autour d'une cour fermée. La chapelle de la famille des propriétaires du château est montée sur le coteau sud où elle subsiste toujours. Les titres du château, ou tout du moins ceux qui n'ont pas servi à allumer le feu de la cuisinière jusque dans les années 1960, ont été déposés aux archives départementales de l'Yonne par l'entremise de l'abbé Jacques Leviste.

## Personnalités liées à la commune
- Jean Meunier. Né en 1927 à Paris. Ingénieur agronome (Grignon). En 1944, consigné par sa mère, il ne peut se joindre à ses camarades scouts rejoignant le maquis qui va être annihilé par l'armée allemande en Avallonnais. Il est l'auteur de deux évènements qui ont marqué l'Occupation à Auxerre (évasion d'un cochon en ville alors soumise à la disette, et décrochage spectaculaire du drapeau à la Kommandantur le jour de la Libération), souvent narrés par les historiographes locaux. Propriétaire de la ferme des Chocats (Coulangeron) lui venant de ses ancêtres depuis au moins le XVIIe siècle. Après son service militaire au Maroc (artillerie, médaillé), il est colon dans le désert du Tadla (périmètre des Béni-Amir[25],[26], moins de 200 mm. d'eau par an) de 1950 à 1956. Après les massacres de Oued-Zem, survenus au Nord du Tadla, il gère durant une année un immense domaine agricole de 60 km. de long dans la plaine orientale en Corse (le Fortef, Migliacciaro[27]). Ce domaine, acheté en sous-main par l'État, sera démembré par le gouvernement français pour y installer les premiers colons fuyant l'Algérie (1957). De 1957 à 1965, il dirige le service des Fourrages et des Semences de l'I.T.C.F., qui joue un rôle essentiel dans la modernisation de l'agriculture française. Il y convainc Edgard Pisani de ne pas nationaliser l'enseignement agricole, qui depuis lors est resté privé ("ce que vous ne savez pas faire par ailleurs, ne l'étendez pas à l'agriculture !"). À partir de 1965, il travaille au B.D.P.A, organisme français de coopération. De 1965 à 1967, il entrave la collectivisation de l'agriculture familiale au Mali[28] (Haut-Niger) voulue par Modibo Keïta admirateur du maoïsme chinois. De 1967 à 1970, il dirige l'implantation de rizières dans la province de Las Villas à Cuba[29],[30],[31]. Il diagnostique l'échec de la politique agricole de Fidel Castro et de la Zafra. Il transmet à René Dumont, alors agronome proche des communistes, les informations qui serviront à son célèbre livre[32] qui ruine définitivement l'imagerie agricole du gauchisme[33]. De 1971 à 1975, il rédige l'ensemble des manuels d'agriculture d'Algérie[34],[35], diagnostiquant encore l'échec de la politique agricole du président Houari Boumédienne (Révolution agraire). Pour autant, il n'admet pas l'agitation provoquée par les enseignants de la Coopération française, et obtient le renvoi d'une caravelle entière de ces enseignants de Mostaganem en France. Il participe aux projets d'irrigation de Kadhafi en Libye (Fezzan)[36], de construction de stabulations par Sadam Hussein en Irak (frontière d'Iran), d'abattoirs au Soudan, etc. Il expertise les propriétés agricoles de Bokassa en Centrafrique. Après ses séjours en Guinée Équatoriale, en Indonésie, en Birmanie (pays Karen), Togo(où il travaille sur la panification des céréales locales pour éviter l'agriculture intensive de céréales allogènes[37] ) (etc.), il travaille jusqu'à l'âge de 75 ans en Mauritanie[38], fournissant des données aux étudiants agronomes de passage[39],[40] où il finance sur son seul patrimoine l'unique réalisation au monde ayant entravé le déplacement des dunes de sable[41],[42],[43],[44][réf. à confirmer], qu'il nome Bofix[45],[46] s'amusant à faire croire aux journalistes suivant la caravane médiatique du Dakar, qu'il était financé par une ONG[47]. Il provoque ainsi la fermeture des "centres de recherche" employant des agents statutaires internationaux. Lauréat de Médailles d'or des salons mondiaux d'invention de Casablanca, Genève et Pékin pour son système de fixation des dunes (Bofix[48],[49]). Finance 85 % de la reconstruction de l'église de Gy-l'Evêque (Yonne) (unique cas en France d'un tel financement sans aide publique), et de manière significative la construction de Cotignac. N'a jamais croisé une seule fois la curiosité d'un média. mort en 2012 à Paris.

## Pour approfondir